# Пацина
Пацина (пол. Pacyna) — село в Польщі, у гміні Пацина Ґостинінського повіту Мазовецького воєводства.
Населення — 396 осіб (2011).
У 1975-1998 роках село належало до Плоцького воєводства.

## Демографія
Демографічна структура станом на 31 березня 2011 року:
|          | Загалом | Допрацездатний вік | Працездатний вік | Постпрацездатний вік |
| -------- | ------- | ------------------ | ---------------- | -------------------- |
| Чоловіки | 192     | 36                 | 135              | 21                   |
| Жінки    | 204     | 37                 | 104              | 63                   |
| Разом    | 396     | 73                 | 239              | 84                   |